# Colcarteria yessabah
Colcarteria yessabah is een spinnensoort in de taxonomische indeling van de Desidae.
Het dier behoort tot het geslacht Colcarteria. De wetenschappelijke naam van de soort werd voor het eerst geldig gepubliceerd in 1992 door Gray.